# Käsekrainer

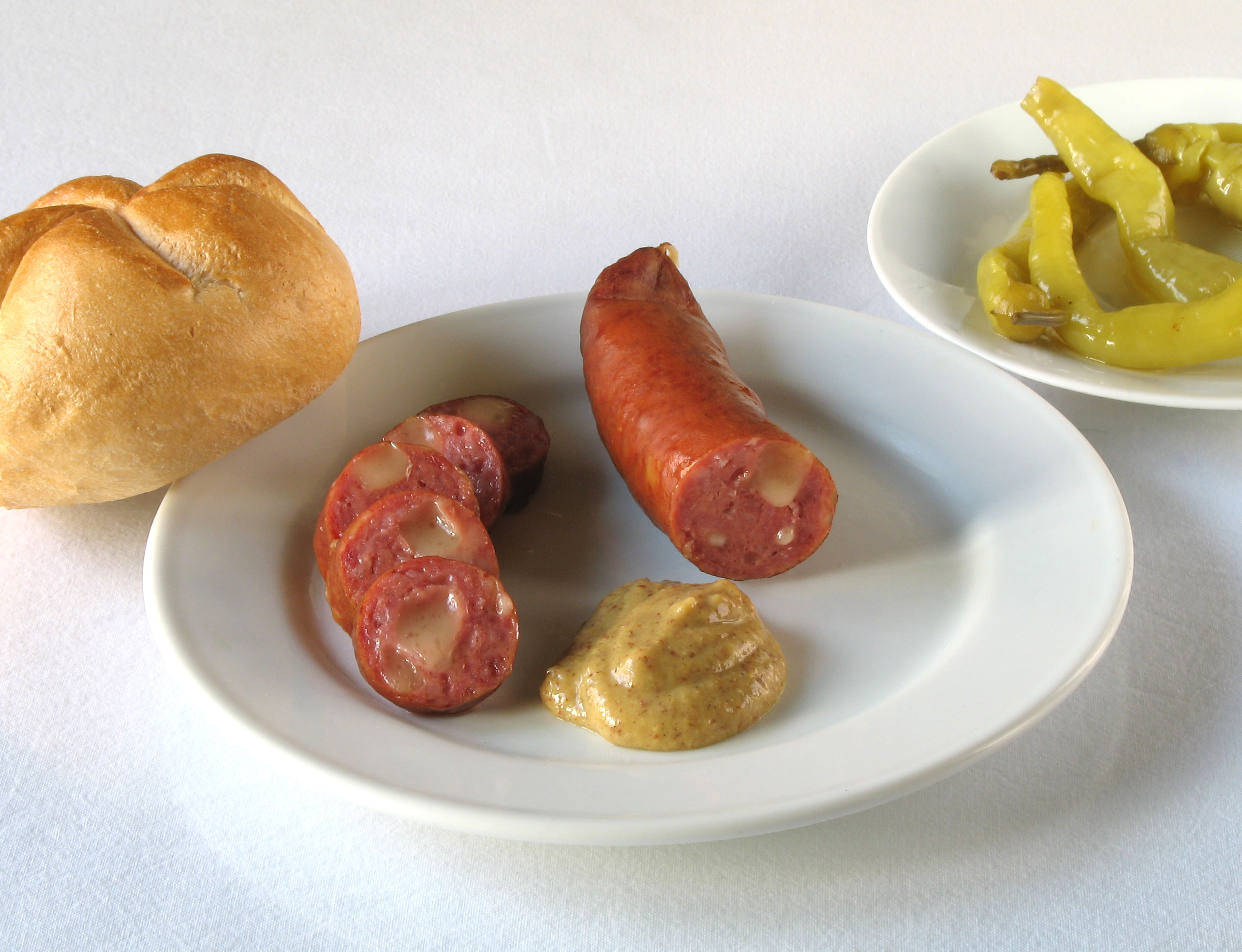
Käsekrainer

Käsekrainer (volkst. vulgär auch Eitrige) sind leicht geräucherte Brühwürste mit grobem Brät aus Schweinefleisch und einem Anteil von 10 bis 20 % Käse (z. B. Emmentaler) in kleinen Würfeln. Sie gehören in ganz Österreich zum Standardangebot der Würstelstände. Sie sind eine Variante der Krainer Wurst. Erfinder der Käsekrainer waren zwei Oberösterreicher, der Buchkirchner Fleischhauermeister Herbert Schuh in Zusammenarbeit mit Franz Thalhammer Ende der 1960er Jahre.

## Zubereitung und Varianten

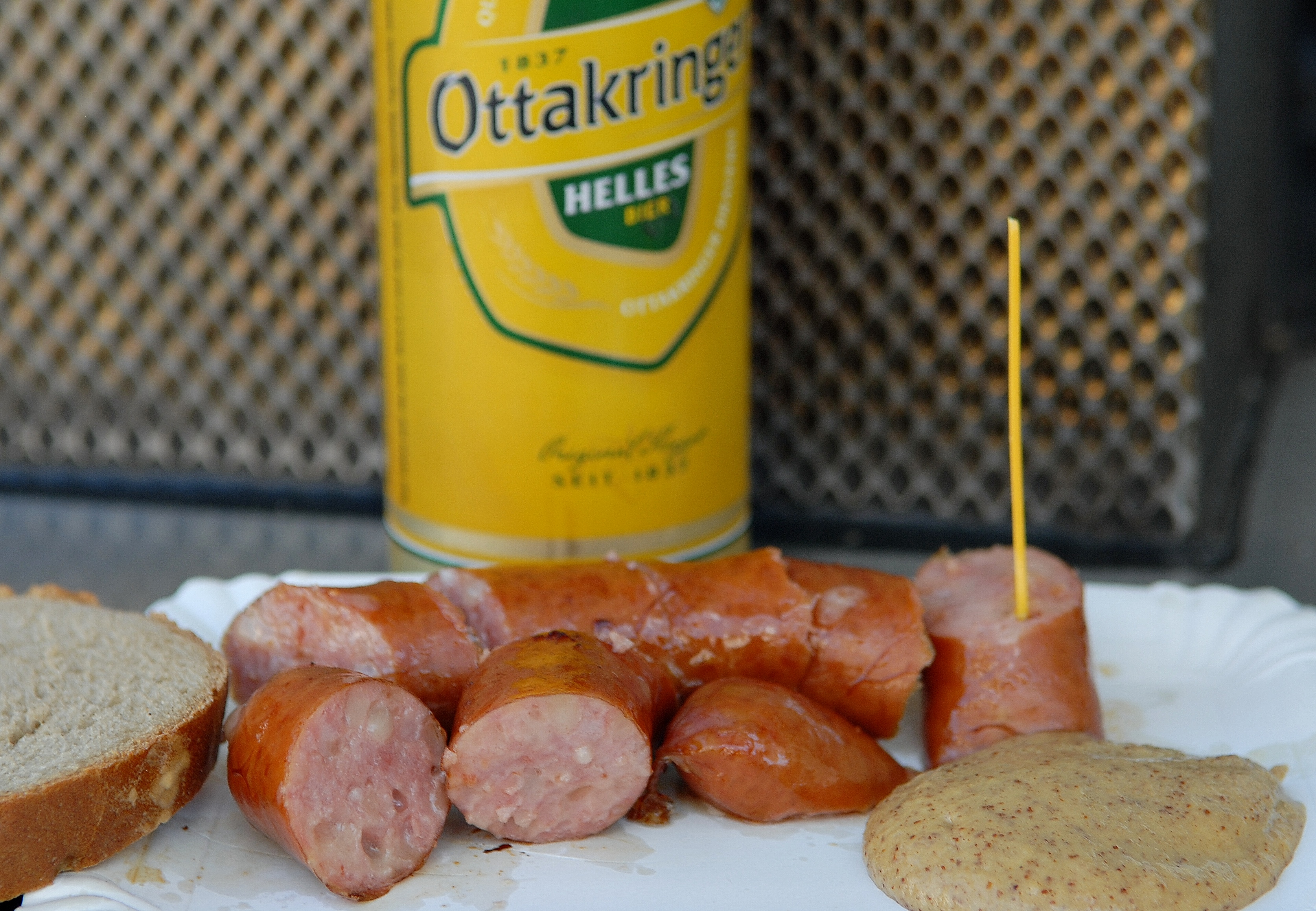
An einem Wiener Würstelstand servierte Käsekrainer mit Brotscheibe, Senf und Plastikgabel auf Pappteller; dahinter Dosenbier

Käsekrainer können gesiedet, gebraten oder gegrillt werden. Im Original werden Käsekrainer mit Senf und frisch geriebenem Kren serviert, in anderen Varianten mit Senf und Ketchup, optional mit Currypulver bestäubt. Verbreitet ist der Käsekrainer-Hotdog, bei dem eine Käsekrainer in einem ausgehöhlten Stück Weißbrot mit Senf und/oder Ketchup serviert wird. Die einem Hotdog ähnliche Käsekrainer-Bosna wird im Raum Linz als Kafka bezeichnet.

## Kontroverse um die Bezeichnung
Im April 2012 kündigte Slowenien an, die Herkunftsbezeichnung „Krainer“ (nach der slowenischen geographischen Bezeichnung Krain) auf EU-Ebene schützen zu lassen. Dies schien eine Umbenennung dieser Wurst in Österreich notwendig zu machen. Am 15. Juni 2012 konnte ein Kompromiss zwischen Österreich und Slowenien geschlossen werden. Slowenien lässt sich „Kranjska Klobasa“ als geografisch geschützte Angabe eintragen. In Österreich kann aber weiter die Bezeichnung „Krainer bzw. Käsekrainer“ verwendet werden.